# DAVINCI
La DAVINCI (Deep Atmosphere Venus Investigation of Noble gases, Chemistry, and Imaging) és una missió proposada de la NASA amb l'objectiu d'enviar un orbitador i una sonda atmosfèrica a Venus a començaments de la dècada de 2030.
La DAVINCI estudiarà la composició química de l'atmosfera de Venus durant el descens. La sonda DAVINCI viatjarà a través de l'atmosfera de Venus, prendrà mostres de l'aire i tornarà els mesuraments a la superfície. Aquests mesuraments són importants per entendre l'origen de l'atmosfera de Venus, com ha evolucionat i com i per què és diferent de la Terra i Mart. Els mesuraments de la DAVINCI revelarien la història de l'aigua sobre Venus i els processos químics en el treball en l'ambient inferior no explorat. Abans d'arribar a la superfície, la sonda DAVINCI prendria les primeres fotografies del terreny intrigant i arrodonit del planeta ("tesseres") per explorar el seu origen i la seva història tectònica, volcànica i meteorològica.

## Desenvolupament de propostes
La DAVINCI va ser una de les dotzenes de propostes presentades el 2015 per convertir-se potencialment en la Missió #13 del programa Discovery de la NASA. El pressupost previst de la NASA per a la Missió Discovery #13 és de 450 milions de dòlars. El 30 de setembre de 2015 va ser seleccionat com un dels cinc finalistes. El 4 de gener de 2017, dues propostes competidores, Lucy i Psique, van derrotar a DAVINCI per ser seleccionades com a 13a i 14a de les missions Discovery, respectivament.
DAVINCI fou altra vegada proposada el 2019 dins del marc del Discovery Program. El 2 de juny de 2021, fou seleccionada per volar com una de les properes missions Discovery amb el nom de DAVINCI+. El seu nom fou redenominat com a DAVINCI després de la seva selecció.

## Objectius
La DAVINCI mesurarà directament els dos terços inferiors de la massa atmosfèrica. Els científics de la DAVINCI exploraran com es va formar l'atmosfera de Venus i després va canviar amb el temps, inclòs el que li va passar a la seva aigua. Les troballes ajudarien als científics a entendre per què Venus i la Terra van prendre camins tan diferents a mesura que van madurar, i proporcionarien un altre punt de comparació per als estudis de planetes rocosos en altres sistemes estel·lars (exoplanetes).

### Fites
- Origen i evolució atmosfèrica: entendre l'origen de l'atmosfera de Venus, com ha evolucionat i com i per què és diferent de les atmosferes de la Terra i Mart.
- Composició atmosfèrica i interacció superficial: Comprendre la història de l'aigua a Venus i els processos químics en el treball en l'atmosfera inferior de Venus.
- Propietats superficials: proporcionar informació sobre els orígens de la tessera i la seva història tectònica, volcànica i meteorològica.

## Càrrega útil científica
DAVINCI està dissenyat per abordar la ciència decennal de la NASA d'alta prioritat, dirigit a gasos nobles, gasos de traça i els seus isòtops, així com a la temperatura, la pressió, els vents i les imatges a Venus.

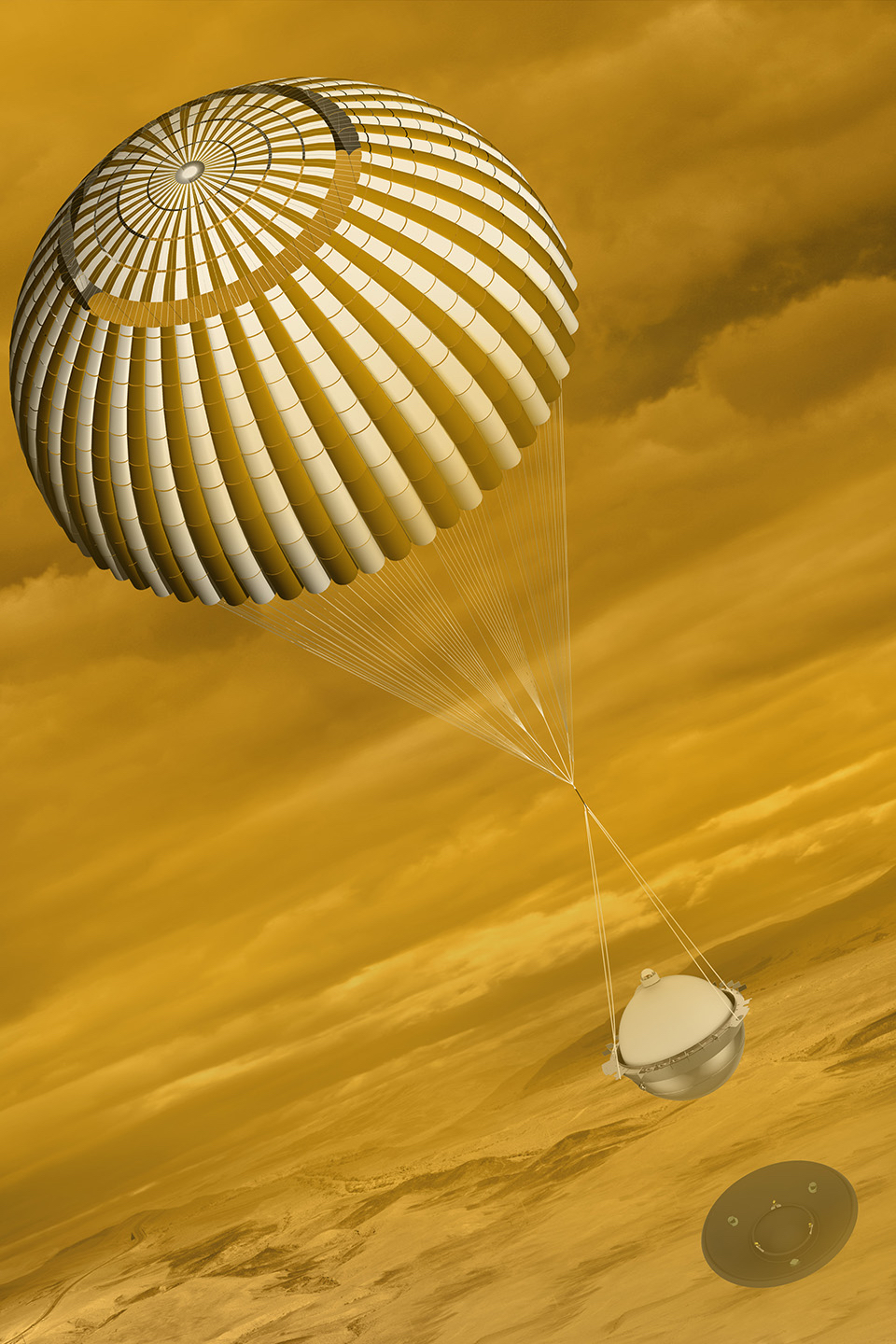
Durant el seu descens de 63 minuts, DAVINCI recol·lectaria i retornaria els mesuraments de la composició atmosfèrica de Venus.

### Instruments de la sonda de descens
En la sonda de descens, els instruments del Laboratori Analític de Venus (VAL, sigles de "Venus Analytic Laboratory") de la DAVINCI proporcionaran mesures sinèrgiques d'alta fidelitat a tot el procés de descens de la sonda, particularment en els núvols superiors i l'entorn inexplorat de la superfície. El disseny d'aquest Laboratori es basa en l'instrument del Sample Analysis at Mars (SAM) en l'astromòbil Curiosity, que va mesurar la composició química i isotòpica de l'atmosfera marciana, i va trobar la primera evidència definitiva de compostos orgànics a Mart.
Els quatre instruments científics de la DAVINCI són:
Venus Mass Spectrometer (VMS)
Proposat per ser construït pel Centre de vol especial Goddard de la NASA, VMS proporcionarà la primera anàlisi integral in situ de gasos de traça i gasos nobles a Venus, i tindrà la capacitat de descobrir noves formes de gas a l'atmosfera de Venus. VMS és similar a l'espectròmetre de masses quadrupolar de Curiosity.
Venus Tunable Laser Spectrometer (VTLS)
Proposat per ser construït pel Jet Propulsion Lab (JPL) de la NASA, el VTLS proporcionarà els primers mesuraments "in situ" altament sensibles de gasos de traça dirigits i proporcions isotòpiques associades a Venus, abordant qüestions científiques clau sobre processos químics en els núvols superiors i el mediambient de la superfície propera. El VTLS és similar a l'espectròmetre làser sintonitzable de Curiosity.
Venus Atmospheric Structure Investigation (VASI)
Proposat per ser construït pel Centre de vol especial Goddard de la NASA utilitzant sensors provats en vol, VASI proporcionarà mesuraments de l'estructura i la dinàmica de l'atmosfera de Venus durant l'entrada i el descens, proporcionant un context per als mesuraments de la química i permetent la reconstrucció del descens de la sonda.
Venus Descent Imager (VenDI)
Proposat per ser construït per Malin Space Science Systems (MSS), VenDI proporcionarà imatges d'alt contrast del terreny de la tessera a la ubicació de descens. VenDI és similar a la càmera Mast (Mastcam) de la Curiosity, el Mars Descent Imager (MarDI) i el Mars Hand Lens Imager (MAHLI).